# Striptekenaar

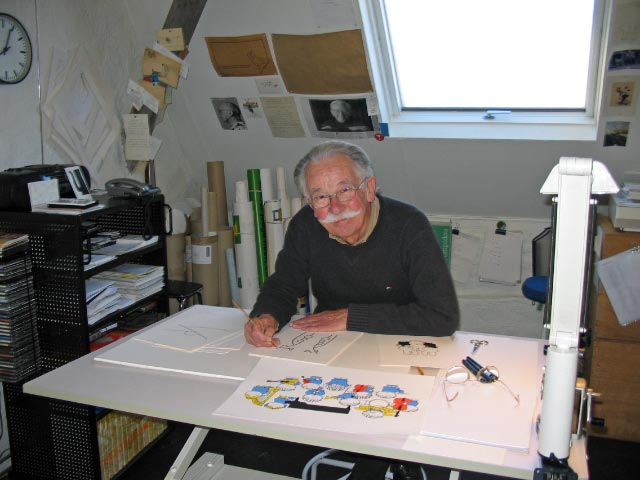
Dick Bruna, tekenaar van Nijntje

Een striptekenaar is een tekenaar gespecialiseerd in het tekenen van strips. Veel striptekenaars brengen series met stripalbums uit, of publiceren losstaande boeken, andere striptekenaars tekenen voor stripbladen of tekenen stripstroken voor kranten. Verder werken sommige striptekenaars als onderdeel van een soort collectief; zo zijn bij stripverhalen van Donald Duck diverse striptekenaars te herkennen aan hun eigen stijl, terwijl veel andere striptekenaars als enige bepaalde strips tekenen.
In België verleent het Vlaams Fonds voor de Letteren subsidies aan bepaalde stripprojecten. Tevens is er in België een tweetal kunstacademies, in Luik en Brussel, met een aparte richting striptekenen.
In Nederland worden werkbeurzen voor deze categorie kunstenaars toegekend door het Fonds voor Beeldende Kunsten, Vormgeving en Bouwkunst. Stripintendant Gert Jan Pos heeft hier van 2009-2011 meer bekendheid aan gegeven, waardoor het aantal aanvragen gestegen is. Sinds 2009 is er een opleiding Comic Design aan de kunstacademie ArtEZ in Zwolle.